# Almirante Oquendo
El Almirante Oquendo fue un crucero acorazado de la Armada Española de la clase Infanta María Teresa botado en Sestao (España) en 1891, que resultó hundido en Santiago de Cuba en 1898 durante la batalla naval de Santiago de Cuba. Recibía su nombre en memoria de Antonio de Oquendo.
Formó parte de la Escuadra del Almirante Cervera durante la guerra de Cuba.

…Y así es que no nos cansaremos de decir que los buques eran magníficos; que en instrucción no cedían a los mejores de cualquier marina del mundo.
Víctor M. Concas y Palau, La escuadra del almirante Cervera

## Tipo
El Almirante Oquendo y sus dos buques gemelos, el Infanta María Teresa y el Vizcaya eran versiones más grandes de la clase Orlando (según otros de la clase británica Galatea), que desplazaba 5000 t, con un blindaje basado en el mismo principio y con una artillería más potente.
Estos buques, catalogados como "cruceros protegidos de 1ª clase", fueron también catalogados como cruceros acorazados por otras armadas ya que, pese a su escaso desplazamiento (6890 t), su protección (cinturón blindado de 305–254 mm y barbetas 229 mm) era muy superior a la habitual en los cruceros protegidos (de 70 a 152 mm, salvo excepciones). Por lo tanto, se debe tener en cuenta la posibilidad de designar, o localizar designados, a estos buques de las dos formas.
Buques excelentes sobre el papel, aunque con una acusada debilidad en la superestructura donde se asentaba toda la batería media, en la práctica y debido especialmente al secular retraso de la industria española, acabaron quedando por debajo de lo esperado de ellos.

## Blindaje

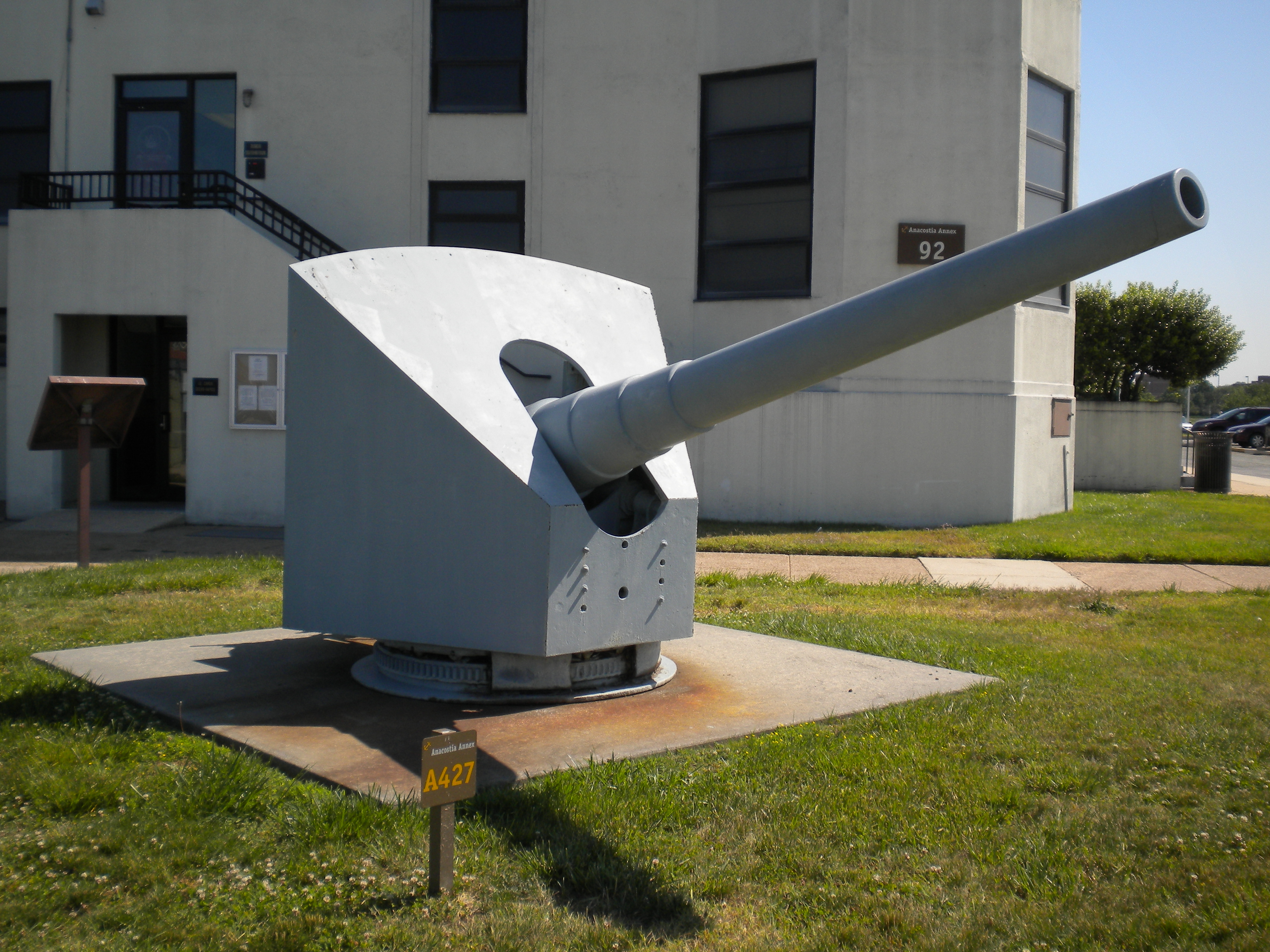
Pieza sistema Hontoria de 140 mm perteneciente al Almirante Oquendo. Capturada, restaurada y conservada en el Naval Support Facility Anacostia, Washington D. C.

Un estrecho cinturón blindado de un compuesto de acero cubría las dos terceras partes de la línea de flotación en el centro del buque, con la cubierta blindada plana sobre el cinturón, pero curvándose hacia abajo en los extremos, con un glacis inclinado blindado sobre la sala de máquinas. Se colocaron anchas carboneras sobre el cinturón, con un grupo de carboneras más estrechas a los lados de la sala de máquinas por debajo de la línea de flotación. Tenían su mayor debilidad en sus altas bandas, donde se situaban las piezas de medio y pequeño calibre sin más protección que las que les proporcionaban los manteletes de las piezas y el propio costado del buque, dejando desprotegidos a los sirvientes de las baterías.
Como todos los buques de guerra de la época, a pesar de estar construidos en acero aún utilizaban profusamente la madera tanto para elementos decorativos como en mobiliario, las cubiertas y los aparejos, haciendo al Almirante Oquendo y sus otros compañeros de flota seriamente vulnerables al fuego.

## Disposición del armamento

Perfil del Almirante Oquendo con su aspecto en 1898.

Los cañones González Hontoria de 280/35 mm Mod.1883 se colocaron a proa y a popa, montados en dos poderosas barbetas protegidas. Además poseían una batería de 10 cañones de repetición de 140 mm sobre la cubierta superior, que tenían como única protección los propios manteletes. Los proveedores de munición de estas piezas estaban completamente indefensos. La artillería de tiro rápido no tenía protección de ningún género. Los tubos lanzatorpedos, situados a proa, fueron el gran error de la Armada Española, al basar en estos su filosofía de ataque, cuando sus torpedos tenían un alcance máximo de 800 m.

## Historial

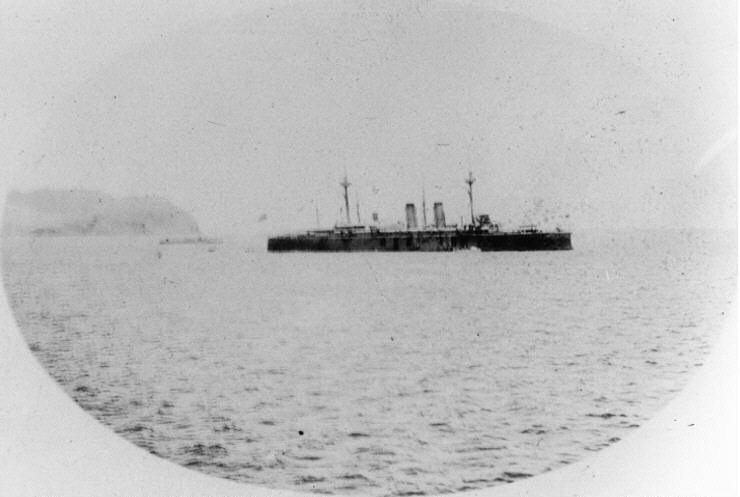
El Almirante Oquendo fotografiado en abril de 1898.

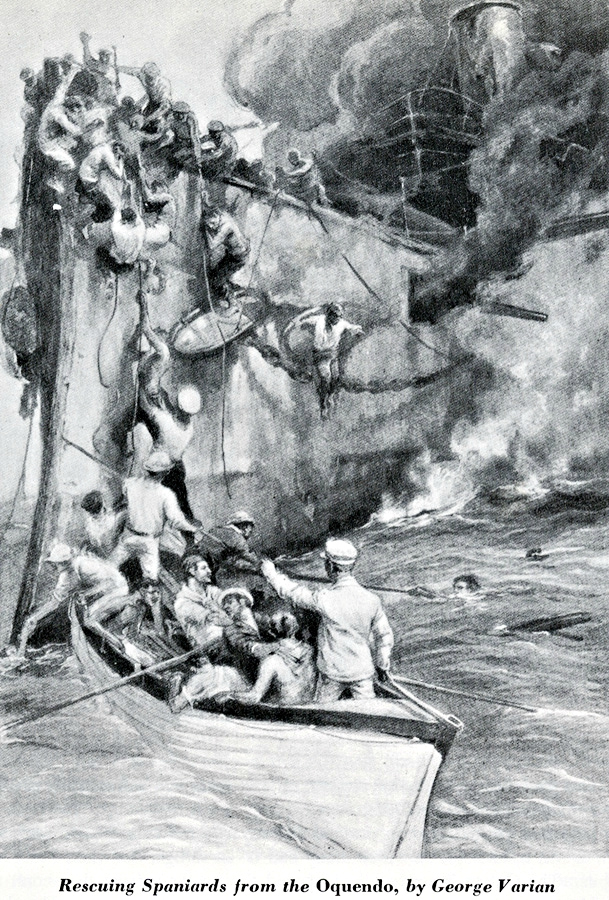
Rescate de los marinos españoles a bordo del Almirante Oquendo.

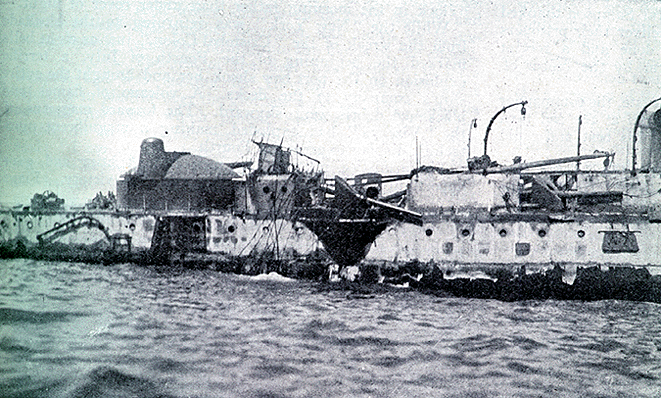
Amura de babor del Almirante Oquendo después del combate del 3 de julio de 1898 en Santiago de Cuba

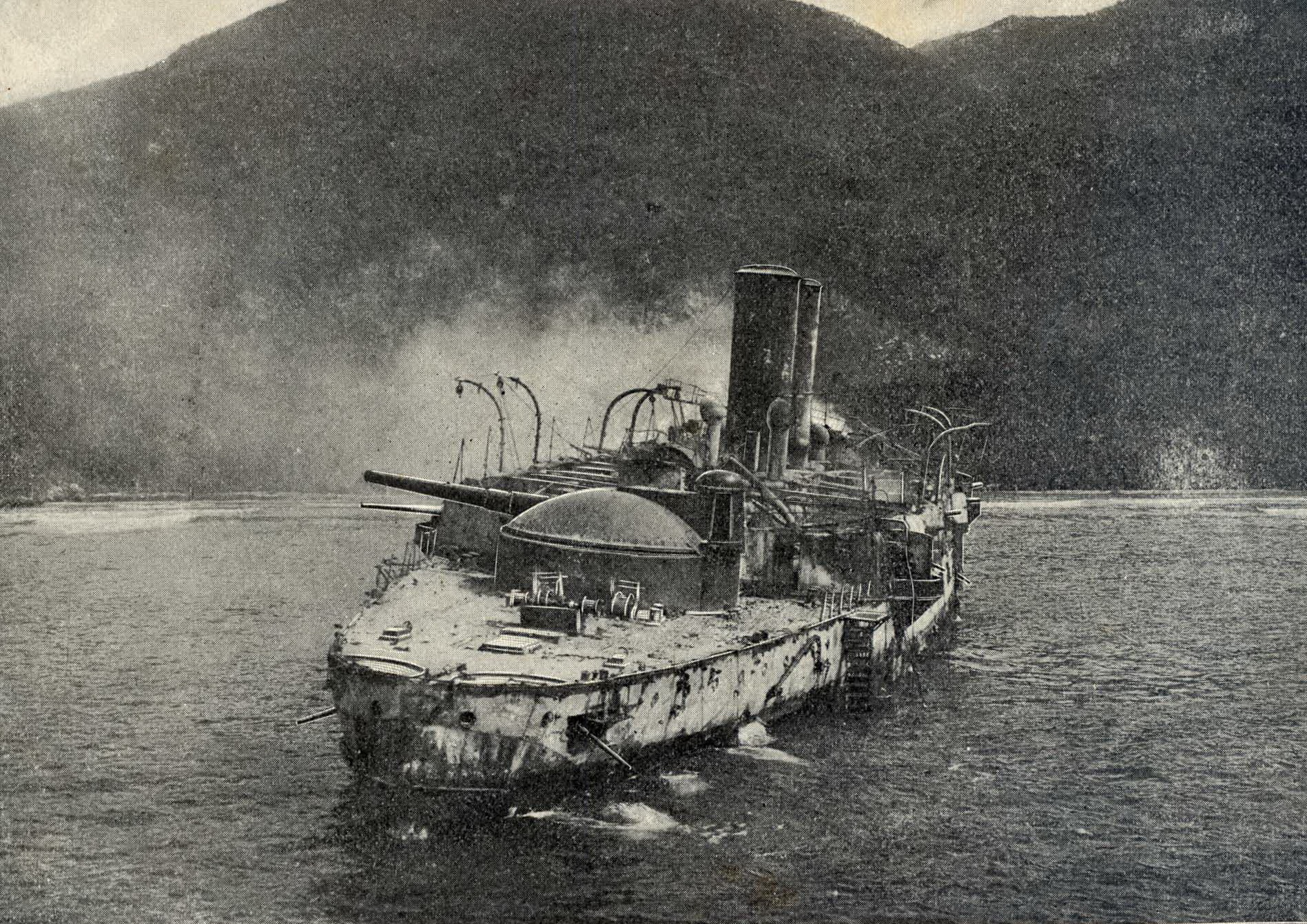
El Almirante Oquendo tras la batalla.

El buque recibió el nombre honrando al Almirante Antonio de Oquendo (1577–1640), que mandó la flota española durante la batalla de Pernambuco (1633), donde los españoles lograron una gran victoria contra los holandeses. Siete años más tarde, su salud quedó dañada seriamente durante la batalla de las Dunas (The Downs, en la costa inglesa) contra la escuadra de Tromp, muriendo unos meses después en La Coruña.
En la primavera de 1898, el buque Almirante Oquendo estaba en La Habana, Cuba. Al regreso del Vizcaya a La Habana después de su visita profética a Nueva York, ambos buques pusieron rumbo a las islas de Cabo Verde para unirse a la escuadra del almirante Cervera. El Oquendo no pudo ser atracado y su casco no se limpió. Por consiguiente, las condiciones de la parte sumergida de su casco eran muy malas. Podía hacer solamente de 12 a 14 nudos. Como parte de la escuadra del almirante Cervera, el Oquendo navegó hacia el Caribe.
Durante la batalla del 3 de julio en Santiago, el Oquendo fue el cuarto barco en salir. En ese momento el USS Iowa, el USS Oregon y el  USS Indiana habían avanzado su posición, teniendo en la línea de tiro toda la boca de la bahía de Santiago. 
Esto provocó que sobre el Oquendo cayera todo el fuego concentrado de los tres acorazados, siendo destrozado incluso antes de salir por completo. Recibió 43 impactos de los cañones de 57 mm del Iowa, por lo que la mayor parte de los marineros en las cubiertas superiores fueron muertos o heridos. El Oquendo también sufrió el fuego de los cañones más pesados de la flota norteamericana, incluyendo tres impactos de 203 mm (8 pulgadas), uno de 152 mm (6 pulgadas), un impacto de  127 mm (5 pulgadas) e impactos de 102 mm (4 pulgadas). Uno de los impactos de 203 mm reventó debajo del cañón de la torre de proa, inutilizando esta y matando al oficial y a todos los sirvientes. 
Para agudizar el desastre si cabe, hay que recordar que gran parte de los proyectiles que utilizaban los cañones de 140 mm estaban defectuosos de fábrica, de tal manera que al dispararse, los gases salían por la culata. Ocurrió por tanto lo inevitable, un cañón despidió el cierre matando a todos los sirvientes. Después de que las calderas estallaran, el Oquendo  no tenía ninguna capacidad de combate. Su comandante, el capitán Lazaga, mortalmente herido, lo embarrancó a toda máquina, hostigado ya en todo el trayecto por toda la escuadra enemiga y con numerosos incendios a bordo. 
El buque embarrancó sobre las 10:30 de la mañana a unos 700 m (menos de media milla) de la orilla cubana, a 12,6 km de Santiago, perdió cerca de 120 hombres en la batalla. Así relata Víctor M. Congas Palau, comandante del Infanta María Teresa, la destrucción del Oquendo una vez llegados a la playa:

Faltaba allí el valiente comandante del Oquendo, mi querido compañero de toda la vida D. Juan Lazaga, que con su gloriosa memoria dejará como ejemplo a todos los hombres de mar del mundo la salida del puerto de Santiago y la vuelta al bajo del Diamante, hecha como si se tratara de una salida de todos los días, teniendo ya su buque completamente destrozado y habiendo reventado un proyectil de 20 centímetros dentro de la torre de proa. En estas condiciones despidió cariñosamente al práctico y acabó de sacar su crucero con toda tranquilidad, realizando el acto más admirable de todo el combate. Faltaba también su segundo, Sola, partido en dos por un proyectil; el tercer jefe Matos, y los tres tenientes de navío más antiguos, y faltaban hasta 121 individuos, todos muertos, de aquella heroica dotación.
Víctor M. Concas y Palau, La escuadra del almirante Cervera

## Pecio
Al día de hoy, muy cerca de la costa, en la playa de Juan González, sobresalen aún del agua, que oculta los restos del navío, dos de sus cañones.
Se ha creado el Parque Subacuático Batalla Naval de Santiago de Cuba para preservar los pecios de los barcos y realizar homenaje a los valientes marinos que perecieron en el lugar. Se pueden realizar inmersiones acuáticas.

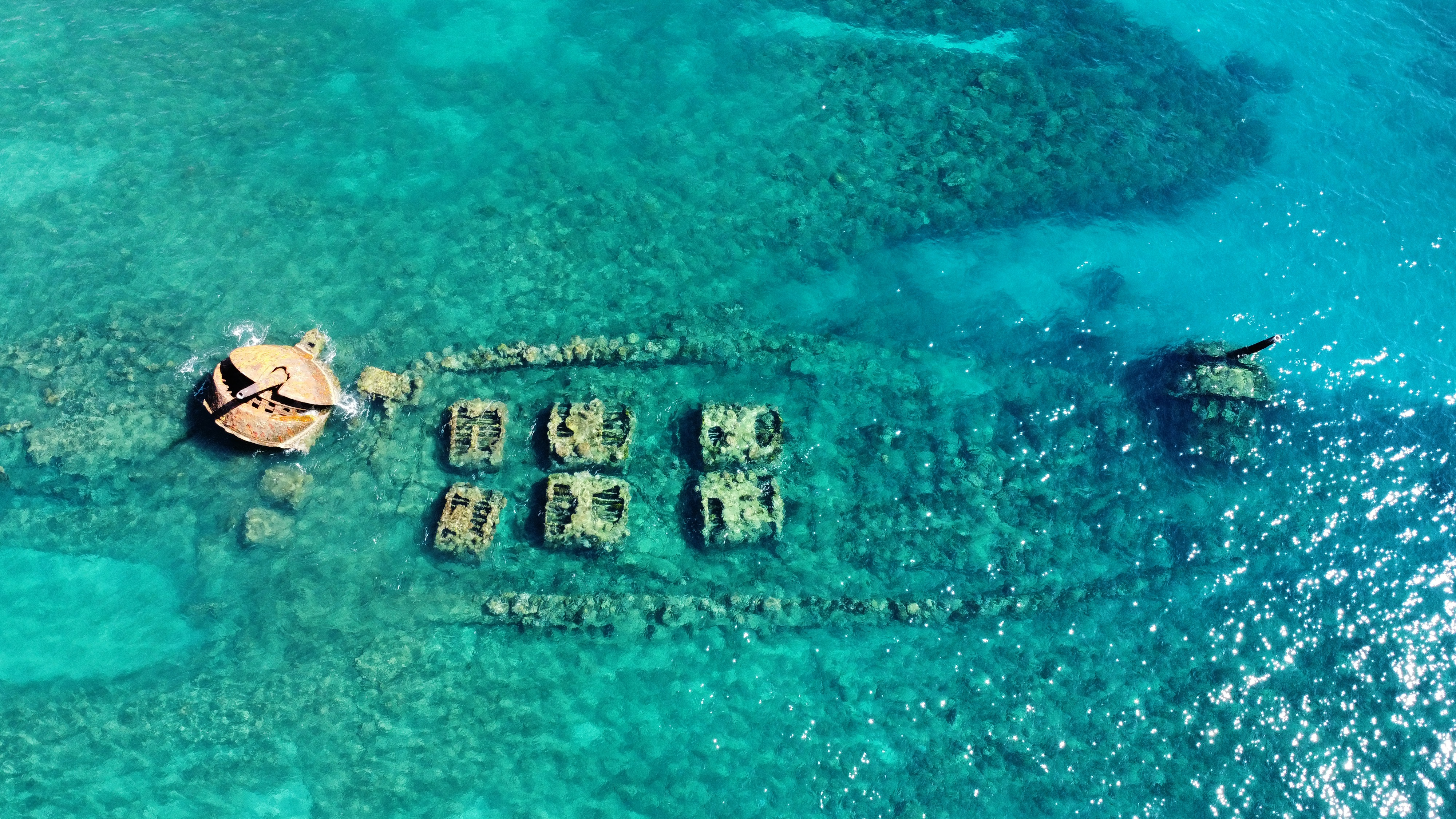
Vista aérea del pecio acorazado Almirante Oquendo
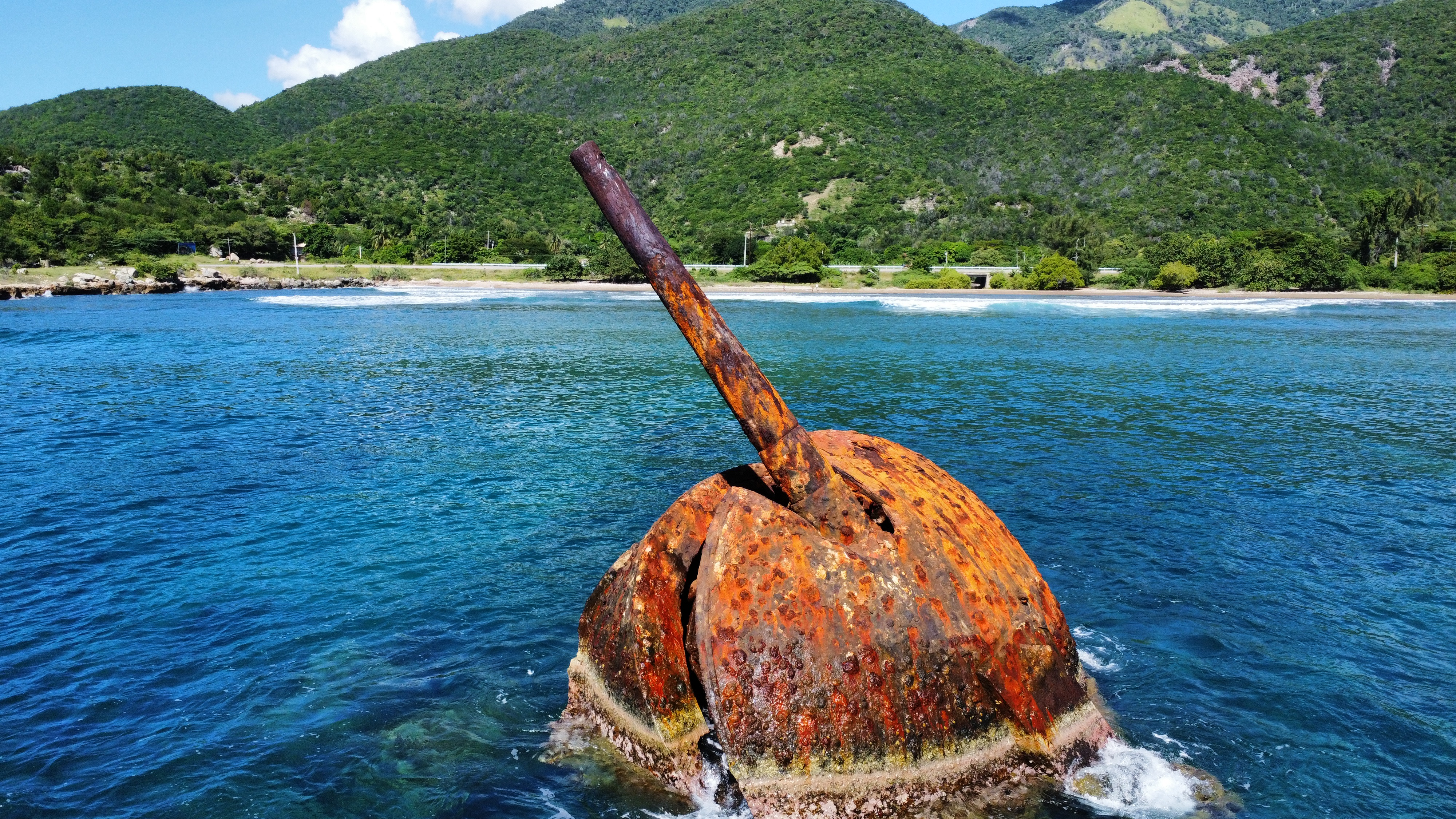
Cañón González Hontoria de 280 mm del Acorazado Almirante Oquendo en la actualidad.
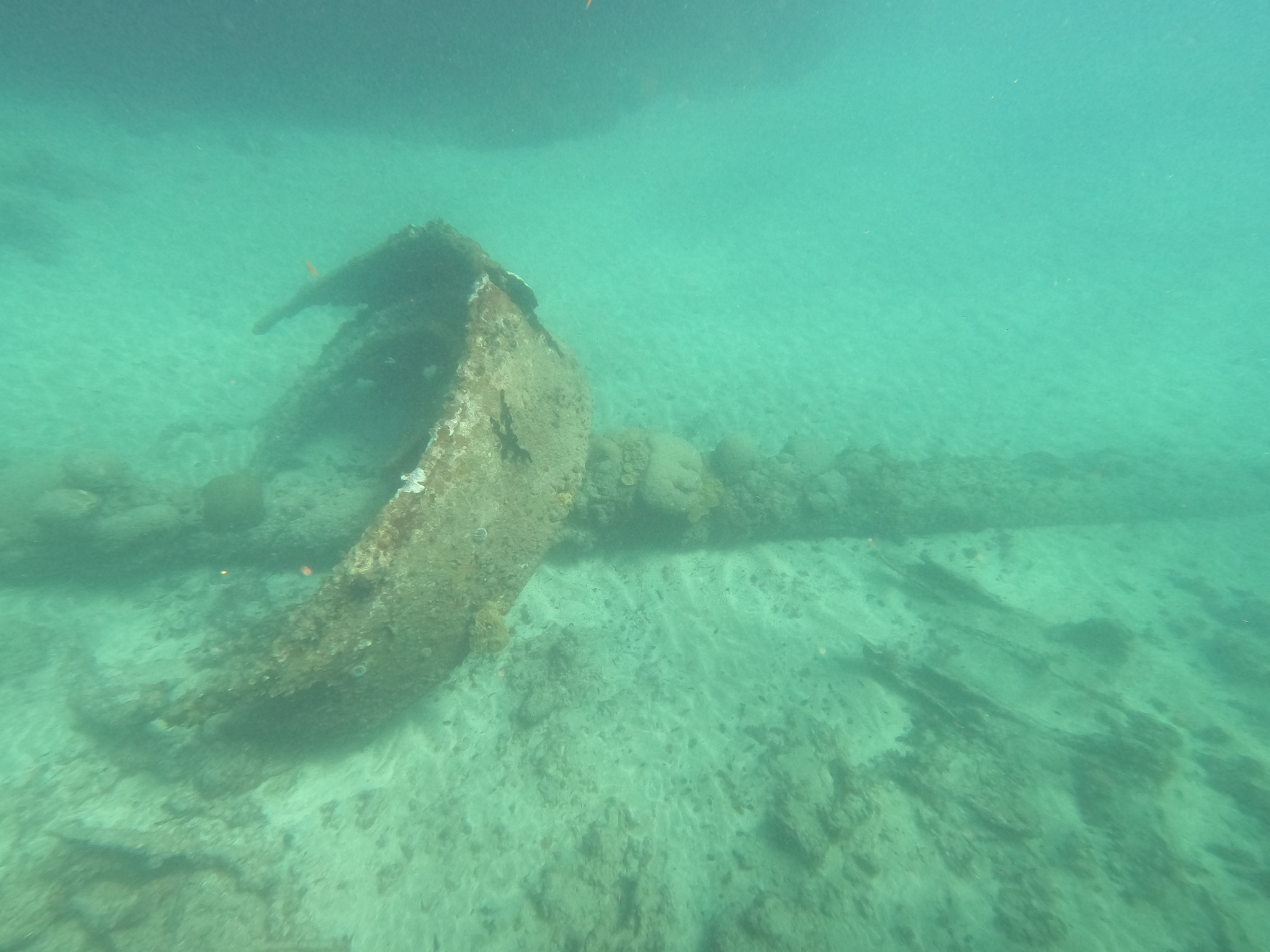
Mástil y cofa en el pecio del acorazado Almirante Oquendo.